# Alan Greenspan
Pour les articles homonymes, voir Greenspan.
Alan Greenspan, né le 6 mars 1926 à New York, est un économiste américain et ancien président de la Réserve fédérale des États-Unis du 11 août 1987 au 31 janvier 2006.
Spécialiste de la politique monétaire intérieure des États-Unis, sa gestion du krach d'octobre 1987 et de l’inflation pendant son mandat est reconnue. Louant sa grande expérience, les médias l'ont appelé « l'économiste des économistes », ou le « Maestro », au regard de l'engouement des années 1990 pour la technologie, qu'il a favorisé.
Il est cependant mis en cause lors de la crise des subprimes pour avoir laissé fortement augmenter la masse monétaire à la fin de son mandat, par une politique de taux d'intérêt très bas suivie d'un redressement important des taux directeurs, et pour avoir ignoré des mises en garde concernant le marché des subprimes émanant du conseil de la Réserve fédérale, notamment d'Edward Gramlich,.

## Biographie
Alan Greenspan a grandi à Manhattan (New York) dans le quartier de Washington Heights. Il est l'enfant unique né en 1926 de parents d'origine juive, qui divorcent peu après sa naissance. Sa mère l'élève seul, travaillant comme vendeuse dans un magasin de meubles. Son père est agent de change (courtier en bourse) à Wall Street et écrit un livre en 1935, La croissance revient, qu'il lui dédie.
En 1943, diplômé du George Washington High School, il échappe à la conscription pour des raisons médicales et, repoussant l'entrée à l'université, passe deux années comme musicien professionnel dans le groupe de Henry Jérôme.
À l'automne 1945, il entre à l'école de commerce, de comptabilité et de finance de l'université de New York. Il obtient sa licence d'économie au printemps 1948. Au cours de ses études, il est amené à travailler pour joindre les deux bouts dans différentes activités, dont un poste au National Industrial Conference Board. Il obtint son master d'économie en 1950 et continua ses études comme doctorant à l'université Columbia sous la houlette d'Arthur Burns,. En 1953, il s'associa et fonda le cabinet de conseil et d'analyse économique Townsend-Greenspan mettant de côté sa thèse
Les Habitudes des ménages américains en matière de dépense et d'épargne qu'il était sur le point d'achever.
En 1967, il s'implique dans la vie publique en intégrant l'équipe de campagne de Richard Nixon, candidat républicain qui devient président des États-Unis en 1969. Prenant quelques distances avec le nouveau gouvernement, il accepta néanmoins la présidence du Council of Economic Advisers (CEA), où il prit ses fonctions le 8 août 1974, la veille de la démission de Richard Nixon à la suite du scandale du Watergate. Il tiendra ce poste jusqu'à la fin du mandat présidentiel de Gerald Ford en 1977, puis retourna diriger sa société de conseil.
En 1977, il soutient sa thèse à l'université de New York et obtient son doctorat en sciences économiques.
En 1979, il entre dans l'équipe de campagne présidentielle de Ronald Reagan, qui devient président en 1981 et sera réélu en 1984.
En 1981, il préside la Commission nationale sur la réforme de la sécurité sociale, connue aussi sous le nom de Commission Greenspan. Cette commission est nommée par le Congrès et le Président pour étudier et formuler des recommandations concernant la crise de financement à court terme à laquelle la sécurité sociale est confrontée à l'époque. Son rapport, publié en janvier 1983, a servi de base aux amendements de 1983 à la sécurité sociale, qui ont apporté de nombreuses modifications à la loi sur la sécurité sociale.
Le 11 août 1987, il est nommé 13e président du conseil de la Réserve fédérale des États-Unis par Ronald Reagan, remplaçant Paul Volcker. Deux mois seulement après son arrivée à la tête de cette institution, il doit faire face au krach d'octobre 1987. Il sera ensuite confirmé à son poste par les présidents suivants George H. W. Bush, républicain, et Bill Clinton, démocrate. En 2004, George W. Bush le renomme pour servir un 5e et dernier mandat. Il cède son poste le 1er février 2006 à Ben Bernanke.
Durant son mandat à la Réserve fédérale, il participe à la popularisation de la règle de Greenspan-Guidotti, qui prend son nom.
En 1999, il abroge avec Robert Rubin et Larry Summers le Glass-Steagall Act, qui maintenait la séparation entre les métiers de banque de dépôt et de banque d'investissement. Il promeut les opérations de gré à gré et les produits dérivés qui accéléreront la crise financière mondiale de 2007-2008.
Il a été un ami de Ayn Rand et se définit comme républicain libertarien.
Milton Friedman, père du monétarisme, le considérait comme le meilleur gouverneur de la Fed.
Alan Greenspan est commandeur de la Légion d'honneur.
Il est un ancien membre du Bohemian Club. Il a participé à la conférence Bilderberg de 2002.
À la suite de la crise des subprimes, ayant à s'expliquer devant le Congrès le 23 octobre 2008, il reconnait publiquement que son système consistant à faire du marché libre le meilleur moyen d'organiser l'économie était en fait faillible,,,. Greenspan déclare également avoir été dépassé par les technologies d'automatisation des marchés financiers,.
Il est conseiller de Pacific Investment Management Company (Pimco, contrôlé par Allianz), l’un des principaux créanciers privés de l’État américain.

## Vie privée
Il épouse l'artiste peintre Joan Mitchell en 1952 mais le couple divorce environ un an plus tard. Il se remarie en 1997 avec l'homonyme de sa première épouse l'animatrice de télévision et journaliste de NBC News Andrea Mitchell.

## Décorations
- Commandeur de la Légion d'honneur, France[28],
- Chevalier grand-croix de l'ordre de l'Empire britannique, Royaume-Uni,
- Médaille présidentielle de la Liberté, États-Unis.

## Publications

### Livres
- (en) Alan Greenspan, Adrian Wooldridge et Ray Porter, Capitalism in America: A History, Penguin Audio; Unabridged édition, 2018 (ISBN 978-0525635642)
- (en) Federal Reserve Bank of Kansas City (préf. Alan Greenspan), Budget Deficits And Debt: Issues And Options, Books for Business, 2004, 484 p. (ISBN 978-1410215567)
- (en) Alan Greenspan, The Map and the Territory 2.0: Risk, Human Nature, and the Future of Forecasting, Penguin, 2014, 432 p. (ISBN 978-0141978130)
- Alan Greenspan, Le temps des turbulences, Jean-Claude Lattès, 2007, 650 p. (ISBN 978-2709629263)